# Операція «Барбаросса»
Операція «Барбаросса» (нім. Unternehmen Barbarossa) — стратегічна наступальна операція збройних сил Німеччини та її союзників проти СРСР. План операції передбачав швидкоплинну військову кампанію з повним розгромом Червоної армії та захопленням європейської частини СРСР по лінії Волга — Архангельськ. Незважаючи на початковий успіх німецьких військ, завершити операцію у встановлені терміни Вермахту не вдалося, війна переросла в широкомасштабну та довготривалу.
22 липня 1940 року головнокомандувач сухопутних військ Вальтер фон Браухіч уперше отримав вказівку Гітлера розпочати «теоретичну підготовку» плану військової кампанії проти СРСР.
Під час наради 22 липня Гітлер особисто озвучив політичні та військові цілі майбутньої операції: швидко розгромити Червону Армію або принаймні зайняти таку територію, яка убезпечить Берлін і Сілезький промисловий район від авіанальотів радянської авіації та дозволить проводити бомбардування промислових центрів противника.
Розгромом СРСР примусити Велику Британію визнати гегемонію Німеччини в Європі. Утворити ряд підконтрольних держав — Українську державу, федерацію Балтійських держав, Білорусь. Збільшити територію Фінляндії до Білого моря.
31 липня 1940 року Гітлер уточнив майбутню долю СРСР: «Операція матиме сенс тільки в тому випадку, якщо ми одним стрімким ударом розгромимо всю державу цілком. Тільки захоплення певної частини території недостатньо».

## Приготування
Під час приготувань нападу на Радянський Союз перед Гітлером і перед німецьким верховним командуванням стояло питання про оцінку військово-промислового потенціалу Радянського Союзу і зокрема бойової потужності та боєздатності Червоної Армії. Головним постачальником такої інформації були військова розвідка — Абвер і 6-е управління РСХА. У своїй роботі ці структури багато в чому дублювали одна одну, але інформація, що ними надавалася політичному і військовому керівництву рейху, часто була суперечлива. Більше того, військовим, відповідальним за планування бойових дій, було важко правильно оцінювати всю інформацію, що до них надходила. «Якщо матеріал суперечив їх основному задуму, вони просто не брали його до уваги. Що стосується головного командування, то з цим справа була ще гіршою. До кінця 1944 року Гітлер відмовлявся використовувати небажану інформацію, навіть якщо вона підтверджувалася фактами»
У результаті німецький генеральний штаб був упевнений у перевазі німецьких військ над Червоною армією, як в кількісному співвідношенні, так і в технічному оснащенні, і, особливо, в частині військового керівництва. На основі цього було зроблено висновок, що поки Червона армія буде тільки готуватися до бойових дій, вермахт завдасть їй раптового нищівного удару, і буде громити на її ж території. Це дозволило б Німеччині закінчити війну з Радянським Союзом протягом двох з половиною місяців,принаймні, до 25 грудня 1941 року. Такі розрахунки базувалися на тому, що в бойових діях вермахтом у великій кількості будуть використовуватися моторизовані частини. Тому Гітлер вважав, що жодні невдачі при проведенні операції «Барбаросса» неприпустимі і німецька армія з самого початку отримає успіх.
Кейтель стверджував, що дії, заплановані Гітлером, будуть настільки стрімкими і потужними, що радянська система, якою б сильною вона не була, не вистоїть. У цілому ж німецьке командування вважало, що Червона армія не здатна провести масштабну операцію проти Німеччини. А у випадку нападу Німеччини на СРСР Червона армія буде відступати в глиб країни, намагаючись затягнути війну, щоб виграти час і провести мобілізацію. Щоб цього не допустити Гітлер планував знищити Червону Армію ще в прикордонних битвах.
Планом «Барбаросса» передбачався розгром Радянського Союзу в одній швидкій кампанії. Операцію передбачалося провести таким чином, щоб знищити радянські війська, що знаходилися в західній частині СРСР шляхом швидкого просування вперед танкових груп і завадити відходу боєздатних військ вглиб території.
Спочатку, в рамках поставлених завдань, необхідно зламати лінію фронту, який утримувався основними силами радянської армії, що знаходилися в Білорусі, шляхом швидкого і глибокого вклинення потужних рухомих з'єднань північніше і південніше від Прип'ятських боліт і використання цього вклинення для знищення ворожих угрупувань.
Південніше Прип'ятських боліт (група армій «Південь» генерал-фельдмаршала фон Рундштеда) необхідно використати швидкий прорив танкових сил із району Любліна в напрямку на Київ з метою перерізати комунікації військ супротивника, що знаходились в Галичині і Західній Україні, які зв'язували їх з Дніпром, заволодіти переправами через Дніпро біля Києва і південніше нього, тим самим забезпечити свободу маневрування для наступної взаємодії групи армій «Південь» з активними в північній частині СРСР німецькими військами або для вирішення нових завдань на півдні СРСР.
Північніше Прип'ятських боліт група армій «Центр» (генерал-фельдмаршал фон Бок) введенням значних рухомих сил із району Варшави і Сувалок використовує досягнутий прорив у напрямку Смоленська для повороту значних сил на північ, щоб взаємодіючи з групою армій «Північ» (генерал-фельдмаршал фон Лєб), яка діяла в Східній Прусії, виступити в спільному напрямку на Ленінград, знищити активні в Балтиці війська противника і надалі, з'єднавшись з фінськими і при сприятливих умовах з німецькими військами, перекинутими сюди з Норвегії, ліквідувати останню можливість опору ворожих військ в північній частині СРСР та тим самим забезпечити свободу маневрування для вирішення подальших завдань по взаємодії з німецькими військами, що діяли на півдні СРСР.
При раптовому і повному провалі ворожих спроб чинити опір на півночі СРСР постане питання про заміні повороту військ на північ невідкладним ударом в напрямку Москви.
Завдання армії «Норвегія»: оточити по мірі сил опорний пункт Мурманськ (базу для наступальних дій зосереджених там повітряних, сухопутних і морських сил ворога) і надалі за наявності достатніх сил заволодіти ним.
Але почавши війну Гітлер та німецьке командування швидко зрозуміли, що їх плани починають ламатися.

## Готовність Третього Рейху

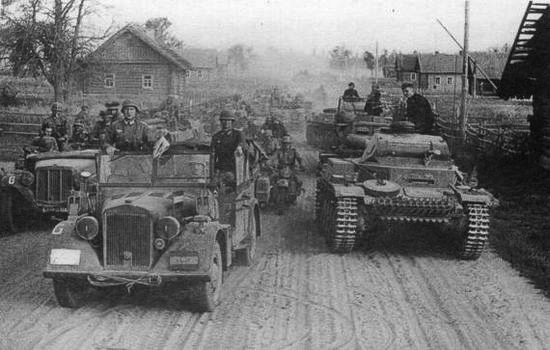
Елементи 2-ї танкової групи Німеччини на дорозі під Пружанами, червень 1941 року

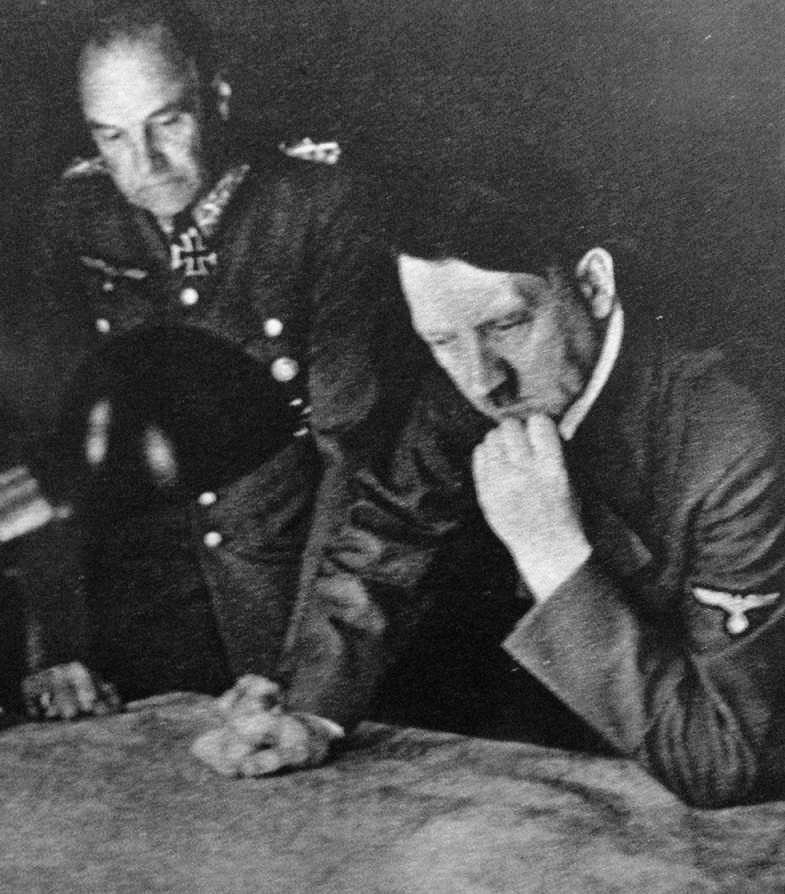
Командир ОКГ фельдмаршал Вальтер фон Браухіч та Гітлер вивчали карти в перші дні гітлерівської російської кампанії

Німецьке керівництво розташувало велику кількість військ біля радянського кордону ще до того, як закінчилася кампанія на Балканах. До третього тижня лютого 1941 року 680 000 німецьких солдатів були зібрані на складах на румунсько-радянському кордоні. Готуючись до нападу, Гітлер таємно перемістив до радянських прикордонних районів 3 мільйони німецьких військ та приблизно 690 000 солдатів. Додаткові операції Люфтваффе включали численні місії повітряного спостереження над радянською територією за багато місяців до нападу.
Хоча Радянське верховне командування цим стривожилося, віра Сталіна, що Третій Рейх навряд чи нападе лише через два роки після підписання пакту Молотова — Ріббентропа, призвела до повільної радянської підготовки. Цей факт, окрім Рад, не зовсім не помічав загрози свого німецького сусіда. Задовго до вторгнення Третього Рейху, маршал Семен Тимошенко назвав німців «найважливішим і найсильнішим ворогом», а вже в липні 1940 р. Начальник штабу Червоної армії Борис Шапошников склав попередній тристоронній план атаки за тим, як може виглядати вторгнення Німеччини, надзвичайно схожа на фактичну атаку. Починаючи з квітня 1941 року, німецькі війська розпочали операцію «Гайфіш» та «Гарпун», щоб обґрунтувати свої твердження, що Британія була реальною ціллю. Ці імітовані підготовки в Норвегії та узбережжі Ла-Маншу включали такі заходи, як концентрація суден, розвідувальні польоти та навчальні вправи.
Обговорюються причини відстрочки Барбаросси від спочатку запланованої дати 15 травня до фактичної дати вторгнення 22 червня 1941 року (затримка на 38 днів). Причиною, яку найчастіше цитують, є непередбачена ситуація вторгнення в Югославію у квітні 1941 року. Історик Томас Б. Буел вказує, що Фінляндії та Румунії, які не були залучені до початкового планування Німеччини, потрібен був додатковий час для підготовки до участі у вторгненні. Буель додає, що незвично волога зима тримала річки в повному розливі до пізньої весни. Повені, можливо, стримували попередній напад, навіть якщо вони сталися до закінчення Балканської кампанії.

## Готовність СРСР
У 1930 р. Михайло Тухачевський, відомий військовий теоретик танкових військ міжвоєнного періоду, а пізніше маршал Радянського Союзу, передав Кремлю пам'ятку, яка лобіювала колосальні інвестиції в ресурси, необхідні для масового виробництва зброї, наполягаючи на «40'000 літаків і 50'000 танків». На початку 1930-х рр. в Польових правилах 1936 р. було розроблено та оприлюднено сучасну оперативну доктрину для Червоної армії у формі концепції глибокої битви. Витрати на оборону також швидко зросли з лише 12 відсотків валового національного продукту в 1933 році до 18 відсотків до 1940 року.
Під час Великого терору Сталіна в кінці 1930-х років, яка не закінчилася часом нападу Третього Рейху 22 червня 1941 року, значна частина офіцерського корпусу Червоної армії була страчена або ув'язнена, а їх заміни призначені Сталіним з політичних причин, часто бракувало військової компетентності. З п'яти маршалів Радянського Союзу, призначених у 1935 році, лише Климент Ворошилов та Семен Будьонний пережили терор. Тухачевський загинув у 1937 р. Загинуло п'ятнадцять з 16 армійських командирів, 50 із 57 командирів корпусу, 154 з 186 командирів дивізій, 401 з 456 полковників, а багато інших офіцерів були звільнені з посади. Загалом було страчено близько 30 000 осіб червоноармійців. Сталін ще більше підкреслив свій контроль, підтвердивши роль комісарів на дивізіональному рівні та нижче для нагляду за політичною відданістю армії режиму. Комісари займали посаду, рівну посаді командира підрозділу, який вони контролювали. Але, попри зусилля щодо забезпечення політичного підпорядкування збройних сил, внаслідок поганих результатів діяльності Червоної армії в Польщі та в Зимовій війні близько 80 відсотків офіцерів, звільнених під час Великого терору, були відновлені до 1941 р. Також між січнем 1939 р. та травнем 1941 р. було активовано 161 новий дивізії. Тому, хоча близько 75 % усіх офіцерів були на посаді менше одного року на початку німецької навали 1941 року, багато з коротких термінів перебування можна віднести не лише до чищення, але і до швидкого збільшення у створенні військових частин.

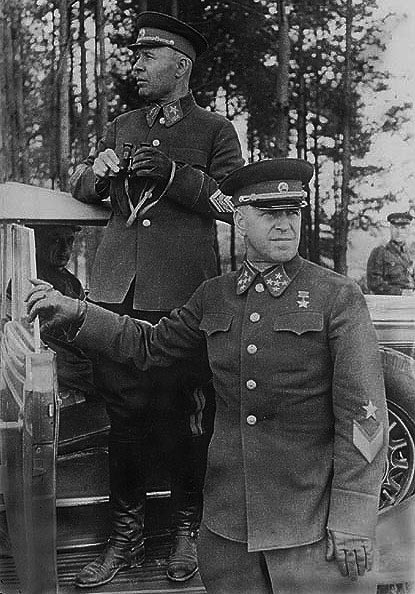
Семен Тимошенко та Георгій Жуков у 1940 році

У Радянському Союзі, виступаючи зі своїми полководцями у грудні 1940 р., Сталін згадував згадки Гітлера про напад на СРСР у Моїй боротьбі і віра Гітлера, що Червоній армії знадобиться чотири роки, щоб підготуватися. Сталін заявив, що «ми повинні бути готові набагато раніше» і «ми спробуємо затягнути війну ще на два роки». Ще в серпні 1940 року британська розвідка отримала натяки на плани Німеччини напасти на СРСР лише через тиждень після того, як Гітлер неофіційно затвердив плани Барбаросса, і Британія повідомила Радянській владі відповідно. Але недовіра Сталіна до британців змусила його ігнорувати їхні попередження, вважаючи, що вони є фокусом, покликаним привести Радянський Союз у війну на свій бік. На початку 1941 р. власні спецслужби Сталіна та американська розвідка регулярно і неодноразово попереджали про напад Третього Рейху, що насувається. Радянський шпигун Ріхард Зорге також дав Сталіну точну німецьку дату вторгнення, але Зорге та інші інформатори раніше давали різні дати вторгнення, які мирно пройшли до фактичного вторгнення. Сталін визнав можливість нападу і тому зробив значну підготовку, але вирішив не ризикувати провокацією Гітлера.
Починаючи з липня 1940 р. Генеральний штаб Червоної армії розробив плани війни, які визначили Вермахт найнебезпечнішою загрозою для Радянського Союзу, і що у випадку війни з Третім Рейхом головний напад Вермахту відбудеться через регіон на північ від Прип'ятських боліт в Білорусі, що пізніше виявилося правильним. Сталін не погодився, і в жовтні він дав дозвіл на розробку нових планів, які передбачали, що атака Рейху буде зосереджена на регіоні на південь від Прип'ятських боліт у напрямку економічно важливих регіонів України. Це стало основою для всіх наступних радянських планів війни та розміщення їх збройних сил для підготовки до вторгнення Третього Рейху.

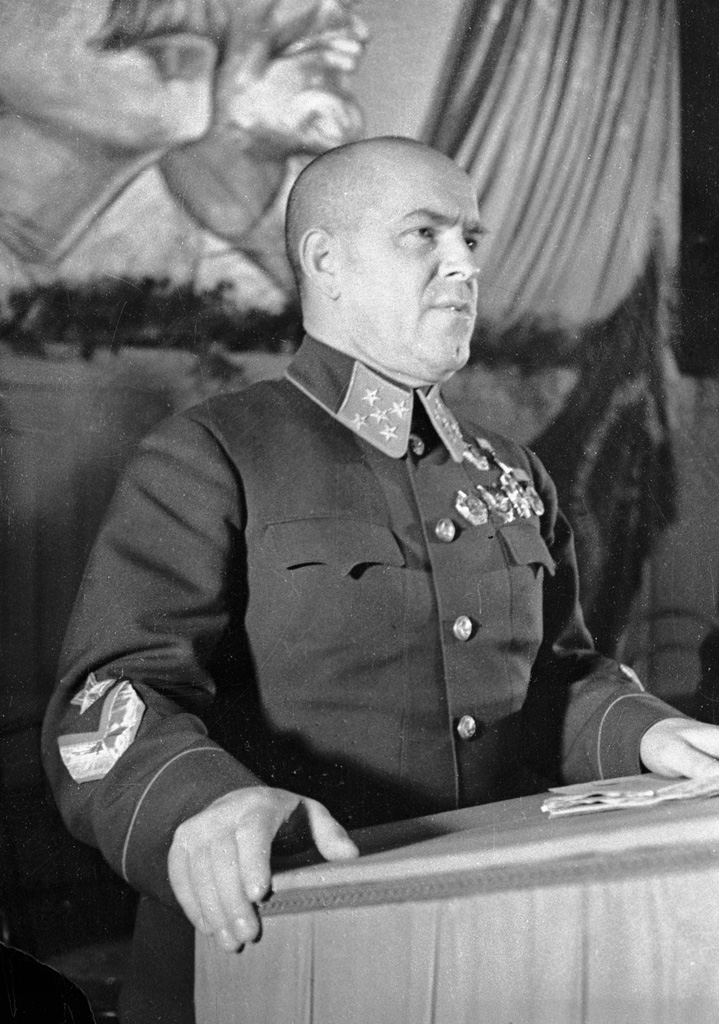
Маршал Жуков виступає на військовій конференції у Москві, вересень 1941 року

На початку 1941 р. Сталін затвердив Державний план оборони 1941 (DP-41), який поряд з Мобілізаційним планом 1941 (MP-41) закликав до розміщення 186 дивізій, як першого стратегічного ешелону, у чотирьох військових округах західного Радянського Союзу, який зіткнувся з територіями Осі; а також розміщення ще 51 дивізії вздовж річки Двіни та Дніпра як другий стратегічний ешелон під контролем Ставки, якому у випадку вторгнення Третього Рейху було поставлено завдання очолити радянський контрнаступ разом із силами, що залишилися першого ешелону. Але 22 червня 1941 року перший ешелон містив лише 171 дивізії, чисельністю 2,6–2,9 млн; а другий стратегічний ешелон містив 57 дивізій, які все ще мобілізувались, більшість з яких були ще недостатньо напруженими. Другий ешелон був виявлений німецькою розвідкою до днів після початку вторгнення, в більшості випадків лише тоді, коли німецькі сухопутні війська натикалися на них.
На початок вторгнення чисельність мобілізованих радянських військових сил становила 5,3–5,5 мільйона, і вони все ще збільшувалися, оскільки радянські резервні сили в 14 мільйонів, принаймні базову військову підготовку, продовжували мобілізуватися. Червона армія була розігнана і досі готується[що?], коли почалося вторгнення. Їх підрозділи часто відокремлювались та не мали достатнього транспорту. Хоча перевезення залишалися недостатніми для військ Червоної армії, коли почалася операція Барбаросса, вони мали близько 33 000 одиниць артилерії, кількість набагато більша, ніж німецькі війська мали у своєму розпорядженні.
Радянський Союз мав у наявності близько 23 000 танків, з яких лише 14 700 були бойовими. Близько 11 000 танків знаходилось у західних військових округах, які зіткнулися з німецькими силами вторгнення. Пізніше Гітлер заявив деяким своїм генералам: «Якби я знав про силу російських танків у 1941 році, я б не атакував». Однак стандарти обслуговування та готовності були дуже поганими; боєприпасів і радіоприймачів не вистачало, і у багатьох бронетанкових підрозділах бракувало вантажівки для запасів. Найсучасніші радянські моделі танків — КВ-1 і Т-34 — які перевершували всі сучасні німецькі танки, а також усі конструкції, що ще розробляються станом на літо 1941 року, не були доступні у великій кількості під час початку вторгнення. Крім того, восени 1939 р. СРСР розпустив свій механізований корпус і частково розігнав свої танки до піхотних дивізій; але після спостереження за німецькою кампанією у Франції, наприкінці 1940 р. вони почали реорганізовувати більшість своїх бронетанкових активів назад у механізований корпус із цільовою потужністю 1031 танк кожен. Але ці великі бронетанкові формування були непридатними, і крім того, вони були розкинуті в різних гарнізонах, з підпорядкованими їм підрозділами до 100 км один від одного. Реорганізація все ще тривала і незавершена, коли розпочалася діяльність Барбаросса. Радянські танкові підрозділи рідко були добре обладнані, і їм не вистачало підготовки та матеріально-технічного забезпечення. Підрозділи були відправлені в бій без встановлення домовленостей щодо заправки, постачання боєприпасів або заміни особового складу. Часто після однієї участі підрозділи знищувались або ставали неефективними. Перевага радянської чисельності у важкій техніці була ретельно компенсована вищою підготовкою та організацією Вермахту.
Радянські ВПС мали чисельну перевагу в загальній складності приблизно 19 533 літаків, що зробило її найбільшою повітряною силою в світі влітку 1941 р. близько 7,133–9,1 тис. З них було розміщено у п'яти західних військових округах, і додатково 1445 були під військово-морським контролем.
| Розвиток радянських збройних сил | Розвиток радянських збройних сил | Розвиток радянських збройних сил | Розвиток радянських збройних сил |
|                                  | 1 січня 1939 року                | 22 червня 1941 року              | Збільшення                       |
| -------------------------------- | -------------------------------- | -------------------------------- | -------------------------------- |
| Дивізії                          | 131.5                            | 316.5                            | 140.7 %                          |
| Солдати                          | 2,485,000                        | 5,774,000                        | 132.4 %                          |
| Гармати та міномети              | 55,800                           | 117,600                          | 110.7 %                          |
| Танки                            | 21,100                           | 25,700                           | 21.8 %                           |
| Авіація                          | 7,700                            | 18,700                           | 142.8 %                          |

Історики обговорювали, чи планував Сталін вторгнення на територію Німеччини влітку 1941 р. Дискусія почалася наприкінці 1980-х, коли Віктор Суворов опублікував статтю журналу, а згодом і книгу Криголам, в якій стверджував, що Сталін бачив спалах війни у Західній Європі як можливість поширити комуністичні революції по всьому континенту, а також те, що радянські військові були розгорнуті для неминучої атаки під час німецької навали. Цю думку також висунули колишні німецькі генерали після війни. Теза Суворова була повністю або частково прийнята обмеженою кількістю істориків, зокрема Валерієм Даниловим, Йоахімом Гофманом, Михайлом Мельтюховим та Володимиром Невежиним, і привернула увагу громадськості в Німеччині, Ізраїлі та Росії. Більшість істориків її рішуче відкинули, і Криголам, як правило, вважається «антирадянським трактом» у західних країнах. Девід Гланц та Габріель Городецький писали книги, щоб спростувати аргументи Суворова. Більшість істориків вважають, що Сталін прагнув уникнути війни у 1941 році, оскільки вважав, що його військові не готові до боротьби з німецькими силами.

## Сили
| Бойовий порядок — червень 1941 року | Бойовий порядок — червень 1941 року |
| Сили Осі | Радянські сили |
| --- | --- |
| Північні армії - Армія «Норвегія» - Finnish Army - Карельська армія Група армій «Північ» - 18-та армія - 4-та танкова армія - 16-та армія - 1-й повітряний флот Група армій «Центр» - 3-тя танкова армія - 9-та армія - 4-та армія - 2-га танкова армія - 2-й повітряний флот Група армій «Південь» - 6-та армія - 1-ша танкова армія - 17-та армія - Словацька експедиційна армійська група - Бронетанкові війська Угорщини - 11-та армія - Італійський експедиційний корпус у Росії - Румунська 3-тя армія - 4-й територіальний армійський корпус (Румунія) - 4-й повітряний флот | Північний фронт - 7-ма армія - 14-та армія - 23-тя армія - 10-й механізований корпус - 1-й механізований корпус - Північні ПВО Північно-Західний фронт - 27-ма армія - 8-ма армія - 12-й механізований корпус - 11-та армія - 3-й механізований корпус - 5-й повітряно-десантний корпус - Балтичні ВПС - Північний флот - Балтійський флот Західний фронт - 3-тя армія - 11-й механізований корпус - 10-та армія - 6-й механізований корпус - 13-й механізований корпус - 4-та армія - 14-й механізований корпус - 13-та армія - 17-й і 20-й механізований корпуси - 2-й стрілецький, 21-й стрілецький, 44-й стрілецький, 47-а стрілецька, 50-й стрілецький та 4-й повітряно-десантні корпуси - Західні ВПС Південно-Західний фронт - 5-та армія - 9-й механізований корпус - 22-й механізований корпус - 6-та армія - 4-й механізований корпус - 15-й механізований корпус - 26-та армія - 8-й механізований корпус - 12-та армія - 16-й механізований корпус - 31-й стрілецький, 36-й стрілецький, 49-й стрілецький, 55-й стрілецький та 1-й повітряно-десантні корпуси - Київські ВПС Південний фронт - 9-та незалежна армія - 2-й механізований корпус - 18-й механізований корпус - 7-й стрілецький, 9-й стрілецький та 3-й повітряно-десантні корпуси - Одеські ВПС - Чорноморський флот Резерв ставки армії (другий стратегічний ешелон) - 16-та армія - 5-й механізований корпус - 19-та армія - 26-й механізований корпус - 20-та армія - 7-й механізований корпус - 21-ша армія - 25-й механізований корпус - 22-га армія - 24-та армія - 20-й стрілецький, 45-й стрілецький, 67-й стрілецький та 21-й механізований корпуси. |

## Список використаної літератури

### Цитати
1. ↑  Шелленберг В. Лабиринт. Мемуары гитлеровского разведчика. Пер. с англ. М.: СП Дом Бируни, 1991. С. 188.
2. ↑  Шелленберг В. Ук. соч. с. 189.
3. ↑  Блюментрит Г. Московская битва // Роковые решения вермахта. Смоленск: Русич, 2001. С. 107.
4. ↑  Шелленберг В. Ук. соч. С. 192; 189.
5. ↑  Гальдер Ф. Военный дневник. Т. 2. М.: Воениздат, 1969. С. 409.
6. ↑  Шелленберг В. Ук. соч. С. 190.
7. ↑  Див.: Дашичев В. И. Банкротство стратегии германского фашизма. В 2 тт. М.: Наука, 1973.
8. ↑  Гальдер Ф. Ук. соч. Т. 2. С. 585; 586; 590—591.
9. ↑  Shirer, 1990, с. 822.
10. ↑  Müller, 2016, с. 175.
11. ↑  Bergström, 2007, с. 12.
12. ↑  Hastings, 2012, с. 141.
13. ↑  Overy, 2006, с. 490—491.
14. ↑  Ziemke, 1959, с. 138.
15. ↑  Middleton, New York Times (21 June 1981).
16. ↑  Bradley та Buell, 2002, с. page 101.
17. ↑  Guderian, 2002, с. 145.
18. ↑  Bradley та Buell, 2002, с. 35—40.
19. ↑  Stahel, 2009, с. 140.
20. ↑  Clark, 2012, с. 56.
21. ↑  Clark, 2012, с. 55.
22. ↑  Glantz, 1998, с. 26.
23. ↑  Glantz, 2012, с. 55.
24. 1 2 3  Clark, 2012, с. 57.
25. 1 2  Rayfield, 2004, с. 315.
26. 1 2 3  Glantz, 2012, с. 22.
27. 1 2  Clark, 2012, с. 58.
28. ↑  Berthon та Potts, 2007, с. 47.
29. 1 2  Waller, 1996, с. 192.
30. ↑  Roberts, 1995, с. 1293.
31. ↑  Waller, 1996, с. 196—198.
32. ↑  Roberts, 2011, с. 155.
33. ↑  Hastings, 2016, с. 110—113.
34. ↑  Waller, 1996, с. 202.
35. 1 2 3  Glantz, 2012, с. 15.
36. ↑  Glantz, 2010a, с. 21.
37. 1 2  Glantz, 2010a, с. 21—22.
38. ↑  Glantz, 2011, с. 16, 219.
39. 1 2  Glantz, 2001, с. 9.
40. ↑  Glantz, 1998, с. 10—11, 101, 293.
41. ↑  Taylor, 1974, с. 98.
42. ↑  Glantz, 2010a, с. 22—23, 51.
43. ↑  Glantz, 1998, с. 293.
44. ↑  Glantz, 1998, с. 107.
45. ↑  Glantz та House, 1995, с. 68.
46. 1 2  Sakwa, 2005, с. 225—227.
47. ↑  Hanson, 2017, с. 386.
48. ↑  Hanson, 2017, с. 386—387.
49. ↑  Kirshin, 1997, с. 385.
50. ↑  Mercatante, 2012, с. 64.
51. ↑  Macksey, 1989, с. 456.
52. ↑  Seaton, 1972, с. 91—93.
53. ↑  Hastings, 2012, с. 140.
54. ↑  Glantz, 2012, с. 23.
55. ↑  Seaton, 1972, с. 93.
56. 1 2  Glantz, 1998, с. 109.
57. ↑  Dunnigan, 1978, с. 82.
58. ↑  Glantz, 1998, с. 13.
59. ↑  Що укладений російським військовим істориком Михайлом Мельтюховим з різних джерел.
60. ↑  Російська військова бібліотека.
61. ↑  Uldricks, 1999, с. 626—627.
62. ↑  Smelser та Davies, 2008, с. 243.
63. ↑  Uldricks, 1999, с. 631, 633, 636.
64. ↑  Bar-Joseph та Levy, 2009, с. 476.
65. ↑  Uldricks, 1999, с. 630.
66. ↑  Humpert, 2005, с. 72.
67. ↑  Roberts, 1995, с. 1326.
68. ↑  Mawdsley, 2003, с. 819—820.
69. ↑  Bar-Joseph та Levy, 2009, с. 477.
70. ↑  Kirchubel, 2005, с. 26,29.
71. 1 2 3 4  Kirchubel, 2003, с. 31.
72. 1 2  Kirchubel, 2007, с. 31.
73. 1 2 3 4 5 6 7 8 9 10  Glantz, 2012, с. 290—303.
74. 1 2  Kirchubel, 2005, с. 26.
75. ↑  Kirchubel, 2005, с. 29.
76. ↑  Kirchubel, 2007, с. 30.
77. ↑  Kirchubel, 2005, с. 31.
78. ↑  Glantz, 2012, с. 302—303.
79. Glantz, 2011, с. 11, 16, 208.

### Додаткова література
- Bartov, Omer (2001). The Eastern Front, 1941–45: German Troops and the Barbarisation of Warfare. London: Palgrave Macmillan. ISBN 978-0-333-94944-3.
- Browning, Christopher R. (2007). The Origins of the Final Solution: The Evolution of Nazi Jewish Policy, September 1939 – March 1942. University of Nebraska Press. Generalplan Ost: The Search for a Final Solution through Expulsion. ISBN 978-0803203921.
- Evans, Richard J. (2008). The Third Reich at War. London: Allen Lane. ISBN 978-0-7139-9742-2.
- Halsall, Paul (ред.). Modern History Sourcebook: The Molotov-Ribbentrop Pact, 1939. Internet Modern History Sourcebook. Fordham University. Процитовано 20 квітня 2021.
- Hayward, Joel (1995). Hitler's Quest for Oil: The Impact of Economic Considerations on Military Strategy, 1941–42. Journal of Strategic Studies. 18 (4): 94—135. doi:10.1080/01402399508437621.
- Kershaw, Ian (2000). Hitler 1889–1936: Hubris. Penguin. ISBN 978-0140133639.
- Price-Smith, Andrew T. (29 травня 2015). Oil, Illiberalism, and War: An Analysis of Energy and US Foreign Policy. MIT Press. ISBN 978-0-262-02906-3.
- United States Holocaust Memorial Museum (20 червня 2014). Nazi Persecution of Soviet Prisoners of War. Процитовано 24 березня 2015.
- Ward, John (2004). Hitler's Stuka Squadrons: The Ju 87 at War, 1936–1945. MBI Publishing. ISBN 978-0760319918.